# Baconia eximia
Baconia eximia är en skalbaggsart som först beskrevs av Lewis 1888.  Baconia eximia ingår i släktet Baconia och familjen stumpbaggar. Inga underarter finns listade i Catalogue of Life.